# قنطريون اللجاة
قنطريون اللجاة واسمه العلمي (باللاتينية: Centaurea trachonitica) نوع نباتي ينتمي إلى جنس القنطريون من الفصيلة النجمية.

## الموئل والانتشار
موطنه منطقة اللجاة في سهل حوران.